# Coppa LEN 2011-2012 (pallanuoto femminile)
La Coppa LEN femminile 2011-2012 (Women LEN Trophy 2011-2012) è stata la XIII edizione del secondo trofeo continentale riservato a squadre di club.
Le squadre partecipanti sono state 19, in rappresentanza di 12 federazioni. Le formula del torneo prevede due fasi a gironi seguite da una fase a eliminazione diretta.
La Rari Nantes Imperia si è aggiudicata il primo trofeo internazionale della sua storia, superando in finale le russe dello Jugra Chanty-Mansijsk, e conseguendo l'ottavo successo italiano su tredici edizioni della rassegna.

## Primo turno

### Gironi
| Gruppo A             |
| sede: Zlatoust       |
| Hannoverscher SV     |
| Järfälla Simsällskap |
| Lille UCN            |
| Olympiakos           |
| Uralochka Zlatoust   |

| Gruppo B                |
| sede: Imperia           |
| RN Imperia              |
| Union St-Bruno Bordeaux |
| VK Senta                |
| West London Penguin     |
| Jugra Chanty-Mansijsk   |

| Gruppo C            |
| sede: Patrasso      |
| Hapoel Petakh-Tiqva |
| London Otter SC     |
| NE Patrasso         |
| Plebiscito Padova   |
| WP Zaragoza         |

### Gruppo A
|    | Primo turno 2011-2012 | Pti | G | V | N | P | GF  | GS | DR  |
| -- | --------------------- | --- | - | - | - | - | --- | -- | --- |
| 1. | Olympiakos            | 12  | 4 | 4 | 0 | 0 | 87  | 21 | +66 |
| 2. | Uralochka Zlatoust    | 9   | 4 | 3 | 0 | 1 | 111 | 25 | +86 |
| 3. | Lille UNC             | 6   | 4 | 2 | 0 | 2 | 28  | 46 | -18 |
| 4. | Hannoverscher SV      | 3   | 4 | 1 | 0 | 3 | 32  | 92 | -60 |
| 5. | Järfälla Simsällskap  | 0   | 4 | 0 | 0 | 4 | 17  | 91 | -74 |

| 03-11-11 | Uralochka     | 37 - 1 | Järfälla   |
| 04-11-11 | Hannoverscher | 6 - 28 | Olympiakos |

| 05-11-11 | Olympiakos | 30 - 1 | Järfälla |
| 05-11-11 | Uralochka  | 21 - 4 | Lille    |

| 04-11-11 | Järfälla      | 3 - 11 | Lille     |
| 04-11-11 | Hannoverscher | 8 - 46 | Uralochka |

| 06-11-11 | Hannoverscher | 5 - 6  | Lille      |
| 06-11-11 | Uralochka     | 12 - 7 | Olympiakos |

| 05-11-11 | Järfälla | 12 - 13 | Hannoverscher |
| 05-11-11 | Lille    | 7 - 17  | Olympiakos    |

### Gruppo B
|    | Primo turno 2011-2012   | Pti | G | V | N | P | GF | GS | DR  |
| -- | ----------------------- | --- | - | - | - | - | -- | -- | --- |
| 1. | Yugra Khantiy-Mansiysk  | 12  | 4 | 4 | 0 | 0 | 98 | 15 | +83 |
| 2. | RN Imperia              | 9   | 4 | 3 | 0 | 1 | 72 | 83 | -11 |
| 3. | VK Senta                | 6   | 4 | 2 | 0 | 2 | 30 | 73 | -46 |
| 4. | Union St-Bruno Bordeaux | 3   | 4 | 1 | 0 | 3 | 25 | 66 | -41 |
| 5. | West London Penguin     | 0   | 4 | 0 | 0 | 4 | 22 | 75 | -53 |

| 03-11-11 | Yugra   | 27 - 1 | Bordeaux |
| 04-11-11 | Imperia | 22 - 3 | Senta    |

| 05-11-11 | Penguin | 8 - 11 | Bordeaux |
| 05-11-11 | Imperia | 6 - 7  | Yugra    |

| 04-11-11 | Imperia | 20 - 3 | Bordeaux |
| 04-11-11 | Penguin | 7 - 10 | Senta    |

| 06-11-11 | Bordeaux | 10 - 11 | Senta   |
| 06-11-11 | Yugra    | 30 - 1  | Penguin |

| 05-11-11 | Imperia | 24 - 6 | Penguin |
| 05-11-11 | Senta   | 6 - 34 | Yugra   |

### Gruppo C
|    | Primo turno 2011-2012 | Pti | G | V | N | P | GF | GS | DR  |
| -- | --------------------- | --- | - | - | - | - | -- | -- | --- |
| 1. | Plebiscito Padova     | 12  | 4 | 4 | 0 | 0 | 68 | 20 | +48 |
| 2. | WP Zaragoza           | 9   | 4 | 3 | 0 | 1 | 43 | 32 | +11 |
| 3. | NE Patrasso           | 6   | 4 | 2 | 0 | 2 | 51 | 32 | +19 |
| 4. | London Otter SC       | 3   | 4 | 1 | 0 | 3 | 15 | 52 | -37 |
| 5. | Hapoel Petakh-Tiqva   | 0   | 4 | 0 | 0 | 4 | 21 | 60 | -39 |

| 03-11-11 | Plebiscito | 16 - 8 | Zaragoza |
| 04-11-11 | Patrasso   | 16 - 3 | Otter    |

| 05-11-11 | Hapoel   | 3 - 19 | Plebiscito |
| 05-11-11 | Patrasso | 9 - 12 | Zaragoza   |

| 04-11-11 | Plebiscito | 24 - 3 | Otter  |
| 04-11-11 | Zaragoza   | 16 - 5 | Hapoel |

| 06-11-11 | Otter    | 7 - 5 | Hapoel     |
| 06-11-11 | Patrasso | 6 - 9 | Plebiscito |

| 05-11-11 | Patrasso | 20 - 8 | Hapoel   |
| 05-11-11 | Otter    | 2 - 7  | Zaragoza |

## Secondo turno

### Gironi
| Gruppo D              |
| sede: Chanty-Mansijsk |
| Fiorentina WP         |
| Hannoverscher SV      |
| WP Zaragoza           |
| Jugra Chanty-Mansijsk |

| Gruppo E           |
| sede: Szentes      |
| NE Patrasso        |
| Szentes VK         |
| VK Senta           |
| Uralochka Zlotoust |

| Gruppo F            |
| sede: Imperia       |
| London Otter SC     |
| Olympiakos          |
| RN Imperia          |
| Skif-ŠMSV Izmailovo |

| Gruppo G                |
| sede: Padova            |
| Lille UCN               |
| Plebiscito Padova       |
| Union St-Bruno Bordeaux |
| ZVL Leiden              |

### Gruppo D
|    | Secondo turno 2011-2012 | Pti | G | V | N | P | GF | GS | DR  |
| -- | ----------------------- | --- | - | - | - | - | -- | -- | --- |
| 1. | Jugra Chanty-Mansijsk   | 6   | 2 | 2 | 0 | 0 | 26 | 18 | +8  |
| 2. | Fiorentina WP           | 3   | 2 | 1 | 0 | 1 | 22 | 18 | +4  |
| 3. | WP Zaragoza             | 0   | 2 | 0 | 0 | 2 | 17 | 29 | -12 |
| 4. | Hannoverscher SV        | rit | - | - | - | - | -  | -  | -   |

| 18-11-11 | Fiorentina | 14 - 7 | Zaragoza |

| 19-11-11 | Yugra | 15 - 10 | Zaragoza |

| 20-11-11 | Fiorentina | 8 - 11 | Yugra |

### Gruppo E
|    | Secondo turno 2011-2012 | Pti | G | V | N | P | GF | GS | DR  |
| -- | ----------------------- | --- | - | - | - | - | -- | -- | --- |
| 1. | Szentes VK              | 9   | 3 | 3 | 0 | 0 | 46 | 17 | +29 |
| 2. | Uralochka Zlatoust      | 6   | 3 | 2 | 0 | 1 | 46 | 14 | +22 |
| 3. | NE Patrasso             | 3   | 3 | 1 | 0 | 2 | 26 | 39 | -13 |
| 4. | VK Senta                | 0   | 3 | 0 | 0 | 3 | 14 | 62 | -48 |

| 18-11-11 | Uralochka | 16 - 7 | Patrasso |
| 18-11-11 | Szentes   | 25 - 5 | Senta    |

| 19-11-11 | Uralochka | 25 - 1 | Senta    |
| 19-11-11 | Szentes   | 15 - 7 | Patrasso |

| 20-11-11 | Patrasso | 12 - 8 | Senta     |
| 20-11-11 | Szentes  | 6 - 5  | Uralochka |

### Gruppo F
|    | Secondo turno 2011-2012 | Pti | G | V | N | P | GF | GS | DR  |
| -- | ----------------------- | --- | - | - | - | - | -- | -- | --- |
| 1. | Olympiakos              | 7   | 3 | 2 | 1 | 0 | 55 | 22 | +33 |
| 2. | RN Imperia              | 6   | 3 | 2 | 0 | 1 | 43 | 21 | +22 |
| 3. | Skif-ŠMSV Izmailovo     | 4   | 3 | 1 | 1 | 1 | 58 | 26 | -13 |
| 4. | London Otter SC         | 0   | 3 | 1 | 0 | 3 | 6  | 93 | -87 |

| 18-11-11 | Skif    | 12 - 12 | Olympiakos |
| 18-11-11 | Imperia | 23 - 2  | Otter      |

| 19-11-11 | Olympiakos | 33 - 1 | Otter |
| 19-11-11 | Imperia    | 11 - 9 | Skif  |

| 20-11-11 | Skif    | 37 - 3 | Otter      |
| 20-11-11 | Imperia | 9 - 10 | Olympiakos |

### Gruppo G
|    | Secondo turno 2011-2012 | Pti | G | V | N | P | GF | GS | DR  |
| -- | ----------------------- | --- | - | - | - | - | -- | -- | --- |
| 1. | Plebiscito Padova       | 9   | 3 | 3 | 0 | 0 | 43 | 13 | +30 |
| 2. | ZVL Leiden              | 6   | 3 | 2 | 0 | 1 | 43 | 19 | +24 |
| 3. | Lille UCN               | 3   | 3 | 1 | 0 | 2 | 22 | 35 | -12 |
| 4. | Union St-Bruno Bordeaux | 0   | 3 | 0 | 0 | 3 | 15 | 56 | -41 |

| 18-11-11 | ZVL        | 14 - 6 | Lille    |
| 18-11-11 | Plebiscito | 22 - 2 | Bordeaux |

| 19-11-11 | Lille      | 13 - 10 | Bordeaux |
| 19-11-11 | Plebiscito | 10 - 8  | ZVL      |

| 20-11-11 | Bordeaux | 3 - 21 | ZVL        |
| 20-11-11 | Lille    | 3 - 11 | Plebiscito |

## Quarti di finale
| Andata   | Andata | Andata                                    | Andata |
| Data     | Ora    | Gara                                      | Ris.   |
| -------- | ------ | ----------------------------------------- | ------ |
| 04-12-11 | 18:00  | Imperia - Plebiscito Padova               | 6-6    |
| 03-12-11 | 17:00  | Olympiakos - Fiorentina                   | 11-7   |
| 03-12-11 | 16:00  | Jugra Chanty-Mansijsk - Uraločka Zlatoust | 14-10  |
| 04-12-11 | 14:00  | ZVL Leiden - Szentes                      | 9-9    |

| Ritorno  | Ritorno | Ritorno                                   | Ritorno | Ritorno |
| Data     | Ora     | Gara                                      | Ris.    | Tot.    |
| -------- | ------- | ----------------------------------------- | ------- | ------- |
| 17-12-11 | 20:00   | Plebiscito Padova - Imperia               | 7-8     | 13-14   |
| 17-12-11 | 19:00   | Fiorentina - Olympiakos                   | 5-12    | 12-23   |
| 17-12-11 | 17:00   | Uraločka Zlatoust - Jugra Chanty-Mansijsk | 9-11    | 19-25   |
| 17-12-11 | 18:00   | Szentes - ZVL Leiden                      | 9-7 dts | 18-16   |

## Semifinali
| Andata   | Andata | Andata                             | Andata |
| Data     | Ora    | Gara                               | Ris.   |
| -------- | ------ | ---------------------------------- | ------ |
| 29-02-12 | 20:00  | Imperia - Szentes                  | 11-8   |
| 29-02-12 | 18:00  | Olympiakos - Jugra Chanty-Mansijsk | 9-8    |

| Ritorno  | Ritorno | Ritorno                            | Ritorno | Ritorno |
| Data     | Ora     | Gara                               | Ris.    | Tot.    |
| -------- | ------- | ---------------------------------- | ------- | ------- |
| 07-03-12 | 20:00   | Szentes - Imperia                  | 10-11   | 22-18   |
| 08-03-12 | 19:00   | Jugra Chanty-Mansijsk - Olympiakos | 11-8    | 19-17   |

## Finale
- Andata

| Arbitri: | Reender (NED) Bender (GER) |

|            |           |                |
| 4: Stieber | Marcatori | 3: Vjlegjanina |

- Ritorno

| Arbitri: | Taylan (TUR) Vasileiou (GRE) |

|                |           |           |
| 4: Vjlegjanina | Marcatori | 2: Risivi |

### Campioni
- Imperia vincitrice della Coppa LEN:

Giulia Gorlero, Cecilia Solaini, Elena Borriello, Gloria Gorlero, Mercedes Stieber, Giulia Emmolo, Anaid Ralat, Elena Russo, Maria Raissa Risivi, Martina Bencardino, Laura Drocco, Francesca Pomeri, Elisa Casanova. All.: Marco Capanna.